# チンチンの冒険 (テレビアニメ)
チンチンの冒険（チンチンのぼうけん、原題：Les Aventures de Tintin, d'après Hergé）は、1959年から1964年にかけて放送されていたベルギーのテレビアニメ。ベルギーの漫画家エルジェによる漫画（バンド・デシネ）『タンタンの冒険シリーズ』を原作とする。日本では1964年から1965年にかけてフジテレビで放映された。「Tintin」を「タンタン」と読むのは原作のフランス語に準拠したものだが、本作はアメリカから輸入され、英語読みに準拠した「チンチン」になっている。
1964年（昭和39年）11月24日から翌年の7月末までの間、5分単位のモノクロの帯アニメとして、フジテレビ系の18:00 - 18:05で放送された。関東や中部地方では放送されていたものの関西から以西は放映されなかったという。2002年には『タンタンの大冒険』のタイトルでカートゥーン ネットワークで放送していたが日本語版スタッフと声優は異なる。
このアニメは元々ベルギーのベルヴィジョン・スタジオの制作によるものだが、アメリカ経由で入ってきた。1959年から製作されたレイ・グーセンス監督によるTVシリーズなのか、それ以前の1950年代半ばに作られたミニ・シリーズの編集版なのかは不明とされている。

## 声優
- 白石冬美
- 寺田彦右

| フジテレビ系 月 - 土18:00 - 18:05枠 | フジテレビ系 月 - 土18:00 - 18:05枠 | フジテレビ系 月 - 土18:00 - 18:05枠 |
| 前番組                              | 番組名                              | 次番組                              |
| ----------------------------------- | ----------------------------------- | ----------------------------------- |
| バッキーとペピート （第1期）        | チンチンの冒険                      | バッキーとペピート （第2期）        |